# 訃報 1986年2月
訃報 1986年2月（ふほう 1986ねん2がつ）では、1986年（昭和61年）2月中に物故した、又は物故が報じられた人物についてまとめる。

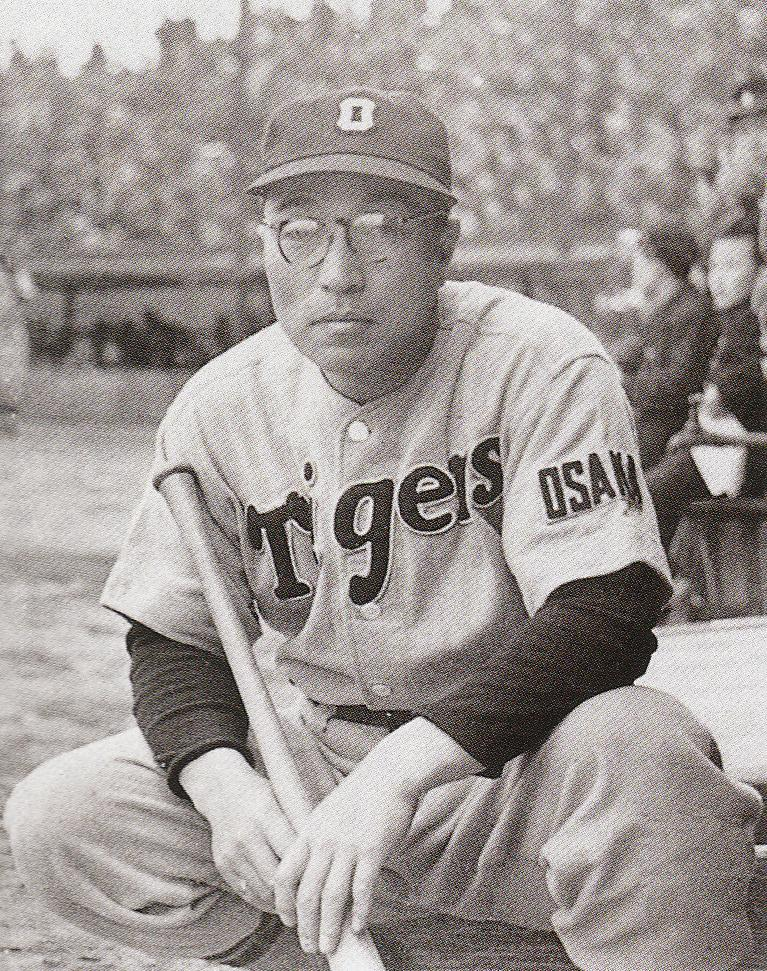
松木謙治郎 / 2月21日没

## （1日 - 14日）
- 2月1日 - 佐々木秀世、元運輸大臣（* 1909年）
- 2月1日 - アルバ・ライマル・ミュルダール、スウェーデンの外交官・国会議員（* 1902年）
- 2月7日 - 藤井勇、元プロ野球選手（* 1916年）
- 2月7日 - ミノル・ヤマサキ、建築家（* 1912年）
- 2月9日 - 有田喜一、元文部大臣・元科学技術庁長官・元防衛庁長官・元経済企画庁長官（* 1901年）
- 2月10日 - 山本丘人、日本画家（* 1900年）
- 2月11日 - フランク・ハーバート、SF作家（* 1920年）
- 2月14日 - エドマンド・ラッブラ、作曲家（* 1901年）

## （15日 - 28日）
- 2月15日 - 今久留主淳、西鉄ライオンズコーチ（* 1918年）
- 2月17日 - 鈴木いづみ、作家・女優（* 1949年）
- 2月17日 - ジッドゥ・クリシュナムルティ、近代インドの宗教的哲人、教育者（* 1895年）
- 2月17日 - レッド・ラフィング、メジャーリーガー（* 1905年）
- 2月21日 - 泉重千代、世界最長寿とされていた人物（信憑性に疑問あり）（* 1865年）
- 2月21日 - 松木謙治郎、東映フライヤーズ監督 （* 1909年）
- 2月22日 - 酒井恒、動物学者（* 1903年）
- 2月26日 - 今村太平、映画評論家（* 1911年）
- 2月28日 - 丸尾長顕、作家・演出家（* 1901年）